# (32730) 1951 RX
1951 أر أكس (ويعرف أيضًا باسم (32730) 1951 أر أكس وفق تسمية الكوكب الصغير) (بالإنجليزية: 1951 RX)‏ هو كويكب ضمن حزام الكويكبات؛ وترتيبه 32730 من حيث الاكتشاف.
اكتُشف هذا الجُرم الفلكي بواسطة كارل فيلهلم راينموت في 4 سبتمبر 1951.

## وصلات خارجية
- (32730) 1951 RX في قاعدة بيانات مختبر الدفع النفاث لأجرام النظام الشمسي الصغيرة

- الاكتشاف · مخطط المدار ·  العناصر المدارية · المعلمات المادية

- (32730) 1951 RX على موقع ويكي سكاي: DSS2, SDSS, GALEX, IRAS, Hydrogen α, X-Ray, Astrophoto, Sky Map, Articles and images